# Wilhelm Fredrik Peters
Wilhelm Fredrik Peters, död 11 maj 1843, var en fagottist vid Kungliga hovkapellet.

## Biografi
Wilhelm Fredrik Peters gifte sig med Margareta Elisabeth Erdmann (1755–1817). Peters anställdes omkring 1793 som fagottist vid Kungliga hovkapellet i Stockholm och slutade 1808. Han avled 11 maj 1843.